# Göteborg Galopp
Göteborg Galopp är det officiella namnet på galoppbanan i Säve i Göteborg.

## Historia
Galopptävlingar i Göteborgsområdet kördes inledningsvis på Åbytravet, men då galoppbanan på Åby lades ned, bestämdes det att bygga en ny galoppbana. Banan invigdes 2002 och tävlingssäsongen, som löper från maj till oktober, innehåller sex-åtta tävlingsdagar, bland annat V4, V5 och V65. Förutom slätlöpningar rids det flera hinderlöpningar och löpningar för arabiskt fullblod.

## Baninfo
Alla löpningar rids på gräs. Banan har en omkrets på 1931 meter, med ett upplopp på 600 meter. På anläggningen finns även en träningsbana med sandunderlag som är 1300 meter.

## I media
Banan har även förekommit i filmen Åsa-Nisse – wälkom to Knohult (med Kjell Bergqvist) som spelades in 2010 (premiär 2011) där Åsa-Nisse rider på en älg.